# Mathilde Gros
Pour les articles homonymes, voir Gros.
Mathilde Gros, née le 27 avril 1999 à Sainte-Catherine (Pas-de-Calais), est une coureuse cycliste française. Spécialiste des épreuves du sprint sur piste, elle est considérée en raison de ses performances précoces comme l'une des sportives les plus prometteuses et les plus attendues du sport français et du cyclisme mondial. Elle est notamment championne du monde de vitesse individuelle en 2022 et double championne d'Europe de keirin en 2018 et 2019.

## Biographie

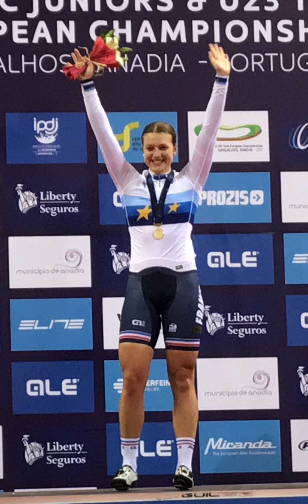
Mathilde Gros lors des championnats d'Europe juniors et espoirs de 2017.

Mathilde Gros naît à Sainte-Catherine le 27 avril 1999. Elle grandit à Cornillon-Confoux dans les Bouches-du-Rhône. Elle touche son premier ballon de basket-ball à l'âge de trois ans. Elle pratique très jeune ce sport à Salon-de-Provence au club Sapela où elle est repérée et intègre le Pôle espoir d’Aix-en-Provence en 2012 pour deux années avec l'envie de devenir une basketteuse de haut niveau. Mais un événement anodin va tout chambouler, l'arrivée au Pôle espoir d'Aix d'un prototype de vélo d’intérieur équipé d’un capteur de puissance qu'elle essaye pour s'amuser. Au vu des résultats qu'elle obtient pour son âge, le préparateur physique du pôle France de BMX qui présentait l'appareil n'en croit d'abord pas ses yeux et appelle aussitôt la Fédération française de cyclisme. Mathilde, qui n'a pas d'atomes crochus avec le cyclisme, est convoquée en avril 2014 à Paris. En septembre 2014, elle passe du Pôle espoir basket-ball dans les Bouches-du-Rhône à celui du cyclisme en Île-de-France,. 
Elle explique, quelques années plus tard, que cette reconversion était loin d'être naturelle : «J'avoue que je n’aimais pas tellement le vélo. Petite, j’avais fait une sortie à VTT avec mon père et ça s’était très mal passé. Aller au lycée à vélo, c’était déjà assez compliqué pour moi ».

### 2015-2017: un départ canon
L'acclimatation au cyclisme n'est pas immédiate après dix ans de basket-ball. Elle devient pourtant championne de France du 500 mètres juniors 2015 en étant encore cadette. Un an plus tard, elle remporte deux titres européens juniors avec un nouveau record de France juniors en 34 s 8 au 500 mètres départ arrêté et un nouveau record de France juniors en 10 s 999 du 200 mètres lancé. En France, Mathilde ne concourt déjà plus chez les juniors à l'âge de 16 ans mais directement chez les Elites où elle remporte en 2016 les titres de championne de France du 500 mètres et championne de France du keirin.
Lors de la saison 2016-2017, elle participe à ses premières manches de Coupe du monde où elle termine 5e et 8e du keirin, respectivement à Cali et à Los Angeles. En avril 2017, elle est sélectionnée pour les mondiaux élites. Elle réalise le 4e temps des qualifications du tournoi de vitesse et bat le record du monde junior en 10 s 826. Elle est éliminée en 1/4 de finale par Simona Krupeckaitė. En juillet, aux championnats d'Europe juniors et espoirs, elle devient triple championne d'Europe junior dans les disciplines de vitesse. Associée à Mélissandre Pain, elle a également réalisé la prouesse de devenir vice-championne d'Europe en vitesse par équipes espoirs, en étant encore junior. Elle domine ensuite les championnats de France, où elle remporte les six titres possibles. Aux mondiaux juniors, elle survole les épreuves de vitesse, réalisant le même triplé qu'aux championnats d'Europe (500 mètres, vitesse individuelle et keirin) et améliorant deux records du monde juniors  : 10 s 709 sur le 200 mètres départ lancé et 33 s 937 sur le 500 mètres départ arrêté. Ses 10 s 709 sur le 200 mètres lancé constituent même le deuxième temps de l'histoire sur un vélodrome au niveau de la mer.
Aux championnats d'Europe élites 2017 à Berlin, elle remporte la médaille d'argent en vitesse, battue par la multiple championne du monde Kristina Vogel. Lors de la manche de Coupe du monde 2017-2018 de Pruzkow, elle est troisième de la vitesse, mais chute lourdement en finale du keirin et doit être opérée d"une luxation acromio-claviculaire, ce qui la prive de la deuxième manche à Manchester.

### 2018-2021: un statut difficile à confirmer
Insuffisamment remise de son opération, elle doit se contenter d’accessits aux mondiaux d'Apeldoorn de 2018 : éliminée en huitième de finale de la vitesse individuelle et au premier tour du keirin. Elle est ensuite invitée pour participer à la tournée internationale du keirin, au Japon, entre avril et juin 2018.
Le 7 août 2018, elle est sacrée championne d’Europe du keirin à Glasgow. Le même mois, elle devient championne de France de vitesse (devant Sandie Clair et Mélissandre Pain) et du keirin,.
En finale du tournoi de keirin de la Coupe du monde 2019, elle remporte la médaille d'argent. La même année, elle conserve son titre de championne d’Europe du keirin à Apeldoorn et décroche la médaille de bronze de la vitesse individuelle aux mondiaux.
En parallèle de sa carrière et des entraînements, elle poursuit également ses études : « Au mois de mai, j'ai été intégrée avec 24 athlètes à la FDJ Sport Factory et grâce à elle, j'ai pu intégrer l'EM Lyon business school.»
En 2021, elle participe à ses premiers Jeux olympiques à Tokyo, où elle se classe neuvième de la vitesse individuelle et treizième du keirin. Début octobre, elle est médaillée de bronze de la vitesse aux championnats d'Europe. Quelques jours plus tard, elle termine neuvième du keirin lors des championnats du monde en France. « Malheureusement, ces dernières années, j'ai pris l'habitude de recevoir des claques, déclare-t-elle après la course. Un jour, j'aurai un déclic. »

### 2022-2024: championne du monde de vitesse et échec aux Jeux de Paris
En 2022, après sept années passées au sein de l'US Créteil, elle rejoint l'équipe Salon Cyclosport, basée à Salon-de-Provence, où vit sa famille.
En octobre, elle décroche à Saint-Quentin-en-Yvelines, le titre mondial de vitesse après avoir battu en finale l'Allemande Lea Sophie Friedrich. Elle réalise cet exploit 23 ans après le sacre de Félicia Ballanger sur cette même épreuve. Elle remporte ensuite le classement général du sprint de la Ligue des champions, en s'imposant notamment sur 4 des 5 épreuves de vitesse.
En 2023, elle est sélectionnée pour participer aux championnats du monde de cyclisme sur piste au cours de l'été.
En juillet 2024, elle appartient à la liste des coureuses retenues par la Fédération française de cyclisme pour prendre part aux épreuves sur piste des Jeux olympiques. Ces Jeux, disputés à domicile en août, sont une déception pour la sprinteuse. Elle est rapidement éliminée en huitièmes de finale de la vitesse individuelle et en demi-finales du keirin. Après cet échec, elle raconte : « Personne ne m'avait jamais vue comme ça. Je me sentais mourir. C’était hyper douloureux. Je ne savais pas qui était autour de moi. Je ne savais pas où j’étais. Je savais juste que ma vie s'effondrait. ». Après une période de dépression, elle reprend l'entraînement et participe aux mondiaux en octobre, sans obtenir de meilleurs résultats.

### L'après Jeux 2024
Invitée par Ellesse Andrews, elle part s'entraîner six semaines en Nouvelle-Zélande au début de l'année 2025, afin de se remettre moralement de la déception et de son "expérience négative" aux Jeux de Paris 2024. En mai, tout comme Rayan Helal, elle annonce quitter le Centre olympique de Saint-Quentin-en-Yvelines et se rendre plutôt au vélodrome Toulon Provence Méditerranée à Hyères pour l'entrainement. Cela lui permet d'être plus proche de son domicile et de son club.

## Palmarès sur piste

### Jeux olympiques
- Tokyo
  - 9e de la vitesse individuelle
  - 13e du keirin
- Paris 2024
  - 8e du keirin
  - 9e de la vitesse individuelle

### Championnats du monde
| Édition / Épreuve              | 500 mètres | Keirin | Vitesse | Vitesse par équipes |
| Aigle 2016 (juniors)           | 4e         | 5e     |         |                     |
| Montichiari 2017 (juniors)     | Or         | Or     | Or      |                     |
| Hong Kong 2017                 |            | 5e     |         |                     |
| Apeldoorn 2018                 |            | 21e    | 9e      |                     |
| Pruszków 2019                  |            | 6e     | Bronze  | 6e                  |
| Berlin 2020                    |            | 9e     | 12e     |                     |
| Roubaix 2021                   |            | 9e     | 5e      |                     |
| Saint-Quentin-en-Yvelines 2022 | -          | 4e     | Or      | 5e                  |
| Glasgow 2023                   |            | 6e     | 7e      | 9e                  |
| Ballerup 2024                  | 11e        | 13e    | 6e      |                     |

### Coupe du monde
- 2017-2018
  - 3e de la vitesse à Pruszków
- 2018-2019
  - 2e de la vitesse par équipes à Cambridge
- 2019-2020
  - 2e du keirin à Minsk
  - 3e du keirin  à Glasgow

### Coupe des nations
- 2021
  - 2e du 500 mètres à Cali
  - 2e de la vitesse à Cali
- 2022
  - 1re du keirin à Glasgow
  - 1re de la vitesse à Cali
  - 3e de la vitesse par équipes à Cali
- 2023
  - 1re de la vitesse à Jakarta
  - 2e du keirin à Jakarta
  - 3e de la vitesse par équipes au Caire
- 2024
  - Classement général du keirin
  - Classement général de la vitesse individuelle
  - 1re de la vitesse individuelle à Milton
  - 2e de la vitesse individuelle à Hong Kong
  - 3e de la vitesse individuelle à Adélaïde
- 2025
  - Classement général du keirin
  - 1re du keirin à Konya

### Ligue des champions
- 2022
  - Classement général du sprint
  - 1re de la vitesse à Palma
  - 1re de la vitesse à Berlin
  - 1re de la vitesse à Paris
  - 1re de la vitesse à Londres (II)
  - 2e du keirin à Paris
  - 2e de la vitesse à Londres (I)
- 2024
  - 3e du keirin à Apeldoorn (II)

### Championnats d'Europe
| Édition / Épreuve          | 500 mètres | Keirin | Vitesse | Vitesse par équipes |
| Montichiari 2016 (juniors) | Or         |        | Or      |                     |
| Anadia 2017 (juniors)      | Or         | Or     | Or      |                     |
| Anadia 2017 (espoirs)      |            |        |         | Argent              |
| Berlin 2017                |            | 4e     | Argent  | 4e                  |
| Glasgow 2018               |            | Or     | Bronze  |                     |
| Gand 2019 (espoirs)        | Bronze     | 4e     | Or      |                     |
| Apeldoorn 2019             |            | Or     | 5e      |                     |
| Granges 2021               |            |        | Bronze  |                     |
| Munich 2022                |            | 5e     | Argent  | 4e                  |
| Granges 2023               |            | 6e     | 4e      | 4e                  |
| Apeldoorn 2024             |            |        | 4e      | 5e                  |

### Jeux européens
| Édition / Épreuve | Vitesse individuelle |
| Minsk 2019        | Argent               |

### Championnats nationaux
- Hyères 2015
  -  Championne de France du 500 mètres juniors
  -  Championne de France de la vitesse cadettes
  - 2e de la vitesse par équipes (avec Elina Dragoni)
- Bordeaux 2016
  -  Championne de France du 500 mètres
  -  Championne de France du keirin
- Hyères 2017
  -  Championne de France du 500 mètres
  -  Championne de France du keirin
  -  Championne de France de vitesse
  -  Championne de France du 500 mètres juniors
  -  Championne de France du keirin juniors
  -  Championne de France de vitesse juniors
  -  Championne de France de vitesse par équipes juniors (avec Taky Marie-Divine Kouamé)
- Hyères 2018
  -  Championne de France du keirin
  -  Championne de France de vitesse
  - 2e du 500 mètres
- Saint-Quentin-en-Yvelines 2019
  -  Championne de France du 500 mètres
  -  Championne de France du keirin
  -  Championne de France de vitesse
- Hyères 2022
  -  Championne de France de vitesse
  -  Championne de France du keirin
  - 2e du 500 mètres
- Roubaix 2023
  -  Championne de France du 500 mètres
  -  Championne de France de vitesse
  -  Championne de France du keirin

### Autres
- 2016
  - 2e du keirin au Grand Prix international d'Anadia[35]
  - 2e du sprint au Grand Prix international d'Anadia[36]